# T'anach
T'anach est une région (appelée aussi T'anachim; Hébreu: חבל תענך, תענכים) au sud de la Vallée de Jezreel en Israël. La région est appelée ainsi en rapport à l'ancienne ville de  Ta`anakh. Dans les années 1950, la région a été colonisée par des immigrants Juifs (Aliyah) en provenance du Maroc, de Tunisie, du Kurdistan, et de Pologne.

## Communautés de T'anach
- Adirim
- Avital
- Barak
- Dvorah
- Gadish
- Meitav
- Mlea
- Nir Yafe
- Parzon
- Ram-On